# Dungeon Siege
Dungeon Siege é um jogo de RPG produzido pela Microsoft Game Studios e lançado em 2002, com temática muito parecida com a do clássico Diablo 2, em que seu sistema de batalha consiste no confronto de personagens e monstros do mapa sem que apareçam cenas ou outro tipo de interrupção, gênero comum em jogos de MMORPG. Apresenta a expansão Legends of Aranna e a continuação Dungeon Siege II, lançada em 2004.

## Legends of Aranna
É o pacote de expansão do jogo Dungeon Siege o game traz os excelentes gráficos e jogabilidade do original associados a uma série de novos recursos capazes de renovar a paixão dos antigos fãs. A novidade mais interessante da expansão diz respeito à grande quantidade de novos equipamentos disponíveis a todas as classes de heróis. Um grande problema que havia no game original é que, apesar de existir uma boa variedade de armaduras, botas, elmos e luvas, quase todos exigiam altos níveis de força para serem usados, o que os restringia aos brutamontes e deixava os personagens mais ágeis e intelectuais a ver navios. Agora, há também acessórios que têm como pré-requisitos níveis mínimos de destreza e inteligência, garantindo que os arqueiros e magos também poderão encher os olhos ao encontrar um mercador.
Legends of Aranna traz ainda mais novidades no quesito equipamento: os conjuntos de tesouros. Trata-se de peças raras de armamentos e vestuário com propriedades mágicas que, quando usados em conjunto, são capazes de oferecer bônus adicionais aos seus detentores.
Para ajudar a carregar toda essa tralha, as mulas, já presentes no game original, ganharam dois aliados: mochilas e traggs. As mochilas servem como espaços extras no inventório dos personagens, enquanto os traggs são criaturas bípedes - um elo perdido entre velociraptores e rinocerontes - que podem carregar bugigangas nas costas, assim como as mulas. A diferença entre eles é que os traggs além de carregadores são também bons lutadores, o que dá mais garantia de que a preciosa carga encontrada pelo caminho chegará segura até a próxima loja.
O desenvolvimento de magias, entretanto, deixou um pouco a desejar. Os jogadores que têm um favoritismo especial por magos terão que se contentar com as poucas novas magias de combate e natureza, quando a expectativa pedia que fossem criadas mais escolas de magia ou, pelo menos, uma maior diferenciação entre elas. A classificação em uma ou outra escola parece ter um critério aleatório, sem distinção clara do que as classifica como pertencentes a uma ou outra linha. De qualquer forma, os jogadores continuam contando com belíssimos efeitos de invocação e novidades interessantes como a magia Diminuto (Natureza), que diminui o inimigo a 1/3 do seu tamanho normal, e Clone (Combate), que gera um clone do invocador para brigar.
O game traz também algumas criaturas novas. Dentre elas, algumas unidades inimigas tão grandes que seriam capazes de pôr medo no mais valente guerreiro. Duas novas raças de criaturas podem se juntar ao grupo no decorrer da história tornando-se assim personagens: o povo mágico ultraean e os itinerantes quase-gigantes. Infelizmente continua-se exigindo que o personagem inicial seja um humano, podendo-se escolher apenas o sexo. O modo multiplayer de LoA recebeu algumas melhorias frente ao jogo original, porém ainda traz alguns incômodos. Antes não era possível salvar o jogo, apenas os personagens e seus inventórios. Com a expansão, o diário do personagem também pode ser salvo, mantendo-se intactas as missões em aberto para que se prossiga posteriormente. Entretanto não é possível gravar a posição do jogador no mapa, sendo necessário escolher um dos pontos iniciais pré-definidos pelo game para voltar a jogar.
Ao contrário do modo single player, que exige que se escolha um humano como personagem inicial, o multiplayer oferece entre as opções as raças humano, anão, esqueleto, ultraean e quase-gigante. Em contraponto, não é permitido contratar mulas ou traggs de carga durante o percurso.
LoA é um jogo fundamental para fãs de RPGs de ação, como o clássico Diablo ou o precursor Gauntlet, e promete divertir a todos que gostam de uma boa aventura de fantasia medieval. Por ser um pacote de expansão, não traz grandes inovações, mas vários complementos a um jogo que já tinha grande mérito por sua qualidade técnica.